# Клитий (вазописец)
Вижте пояснителната страница за други личности с името Клитий.
Клитий (на гръцки: Κλειτίας) е гръцки вазописец, работил в Атина през 6 в. пр. Хр., в чернофигурен стил.
С името му са подписани пет керамични съда, заедно с това на грънчаря Ерготим, а десетки други фрагменти са определени като негова творба въз основа на стила: 
- Чаша от Гордион (Берлин, Antikensammlung V. I. 4604)
- Волутен кратер, известен като Ваза „Франсоа“ (Флоренция, Национален археологически музей 4209)
- Фрагменти от чаша от Навкратис (Лондон, Британски музей 1948.8 – 15.1 u. 2; 88.6 – 1.215, 424, 427 + Кеймбридж N 206)
- Фрагменти от чаша от Навкратис (Лондон, Британски музей 88.6 – 1.237, 324, 426; 1948.8 – 15.3 u. 4)
- Поставка от Вари (Ню Йорк, Музей на изкуството „Метрополитън“ 31.11.4)